# Янко Забунов
Янко Станков Забунов е български политик, идеолог и организатор на земеделското движение в България.

## Биография
Янко Забунов е роден на 12 юни 1868 г. в село Момина църква, Средецко. Завършва първоначалното си образование в Сливен, а след това Садовското земеделско училище през 1886 г.
Става селски учител за две години, а след това е общински земеделски надзирател в Сливен. През 1890-1891 г. следва агрономство в Австрия. Става учител във винарската изба в Сливен и неин директор (1894-1895). От 10 януари 1894 г. издава в. „Орало“ (6 броя).
Управител на държавните лозя при Евксиноградския дворец (1895-1897) и директор на Плевенското винарско училище (1897), земеделски надзирател при Окръжния съвет Плевен (1899).
Редактор на в. „Земеделска защита“ от 6 септември 1899 г. На 14 декември 1899 г. напуска държавната служба и се отдава изцяло на земеделското движение. На Учредителния конгрес на Българския земеделски съюз в Плевен е избран за председател на Централния Управителен Комитет (1899-1902). На II конгрес в София (3-5 декември 1900) подкрепян от неговото крило, е против политизирането на съюза. Участва в изборите за XI- во Обикновено народно събрание през 1901 г. и печели 22 мандата. Депутат в XI ОНС (1901) и XII ОНС (1902). На III конгрес на Българския земеделски съюз в София (12-14 октомври 1901) организацията се преименува в Български земеделски народен съюз. Обявен за политико-икономическа организация. На IV конгрес на БЗНС в Шумен (5-8 октомври 1902) за нов председател на БЗНС е избран Димитър Драгиев. Янко Забунов се оттегля от активна политическа дейност и се връща на поста директор на Плевенското винарско училище. На 1 януари 1909 г. училището е затворено и е уволнен без право на пенсия и става държавен агроном в Плевен.
Янко Забунов поддържа в началото на дейността си професионално-просветния характер на БЗНС, но приема наложилото се решение за неговия политически и партиен характер. Остава в историята на земеделското движение в България като създател и ръководител на организацията. Оказва влияние на по-младите земеделски политици Александър Стамболийски (ученик на Забунов в Плевен) и Александър Димитров. По идея на Забунов Трифон Зарезан е установен като празник на лозарите.

## Памет
На Янко Забунов са наречени улици в кварталите „Иван Вазов“ (Карта) и „Требич“ (Карта) в София, също така има улица наречена на него в град Раковски, кв. Секирово. В родното му село Момина църква в знак на признателност има негов паметник. Има паметник тип бюст и в Плевен